# Ramón Carnicer y Batlle
Ramón Carnicer y Batlle (Tárrega, 24 de octubre de 1789-Madrid, 17 de marzo de 1855) fue un compositor de ópera y maestro de música español, autor de la música del himno nacional de Chile.

## Biografía

### Años de formación
Nacido el 24 de octubre de 1789 en la localidad leridana de Tárrega, capital de la comarca de Urgel, recibió su primera formación musical de Bonaventura Feliu, maestro de capilla de la iglesia local. A los siete años de edad, ingresó por oposición al coro de la catedral de Santa María de Urgel, donde estudió órgano y composición. En 1806 se trasladó a Barcelona, donde tuvo por maestro al organista y maestro de capilla de la catedral, Carles Baguer, y a Francesc Queralt, respectivamente. Fue en Barcelona donde entró en contacto con las óperas de Cimarosa, Paisiello, Guglielmi, Paër, Mayr y Generali, experiencia que le otorgó un vasto conocimiento del repertorio, tal como reveló posteriormente su obra operística.

### Guerra de la Independencia y vuelta en Barcelona
La Guerra de la Independencia (1808-1814) lo obligó  huir a Mahón, donde trabajó como organista, impartió clases de canto y de piano y conoció al austro-alemán Karl-Ernest Cook, discípulo de Mozart. 
Cuando volvió a Barcelona, fue comisionado por la junta de accionistas del Teatro de la Santa Cruz (1815) para que viajara a Italia y contactara con la mejor compañía de ópera que pudiera encontrar.
Entre 1818 y 1820, Carnicer relevó a Generali en la dirección del teatro y se dedicó a la composición. Suya es la obertura escrita para el estreno en Barcelona (1818) de El barbero de Sevilla, de Gioacchino Rossini, elogiada por el propio autor. 
Por el éxito creciente de sus obras, Carnicer decidió quemar su producción anterior —integrada por obras religiosas, himnos patrióticos, canciones, música de banda militar y de baile— y decidió escribir la primera de sus obras de madurez, la ópera Adele di Lusignano, que fue estrenada en el Teatro de la Santa Cruz de Barcelona el 15 de mayo de 1819. En 1820, el compositor llevó a cabo su tercer viaje a Italia como empresario del Teatro de la Santa Cruz con su misión otra vez no solo de buscar cantantes y músicos, sino también partituras de Rossini, Bellini y Donizetti.
La segunda ópera de Carnicer, Elena  e Costantino, se estrenó el 16 de junio de 1821 y fue recibida también con gran éxito por el público. En su tercera ópera, Don Giovanni Tenorio, estrenada el 20 de junio de 1822, Carnicer, partiendo de un lenguaje ya claramente rossiniano que es connatural a su propio estilo, se acercó al músico de Salzburgo.

### Exilio en París y Londres
A finales del Trienio Constitucional —y seguramente por sus ideas liberales, públicas y conocidas—, Ramón Carnicer y su familia se exiliaron en París (1823) y luego en Londres (entre julio de 1825 y marzo de 1826). Años después de restablecerse el absolutismo, estos ideales le pasaron factura. Al convocarse en 1830 unas oposiciones para la plaza de Maestro de Música de la Capilla Real y Rector del Real Colegio de Niños Cantores, sus contrarios le reprocharon su actuación política. En estos viajes se dio a conocer como director y compositor. 
En la capital británica, además de publicar algunas obras importantes de su catálogo como sus Six Spanish Airs, Three Nocturnos y Il sogno, terzettino Notturna, conoció los artistas españoles que nutrían los círculos liberales londinenses, como el profesor de canto Mariano Rodríguez de Ledesma (1779-1848), el pianista Santiago de Masarnau (1805-1882), el compositor José Melchor Gomis (1791-1836) o los guitarristas Fernando Sor (1780-1839) y Trinidad Huerta (1803-1856). Durante su exilio en Londres, recibió el encargo de componer el himno nacional de Chile, con letra de Bernardo de Vera y Pintado —cuyo texto fue reemplazado en 1847 por el del poeta Eusebio Lillo, menos antiespañol—.

### Regreso a España

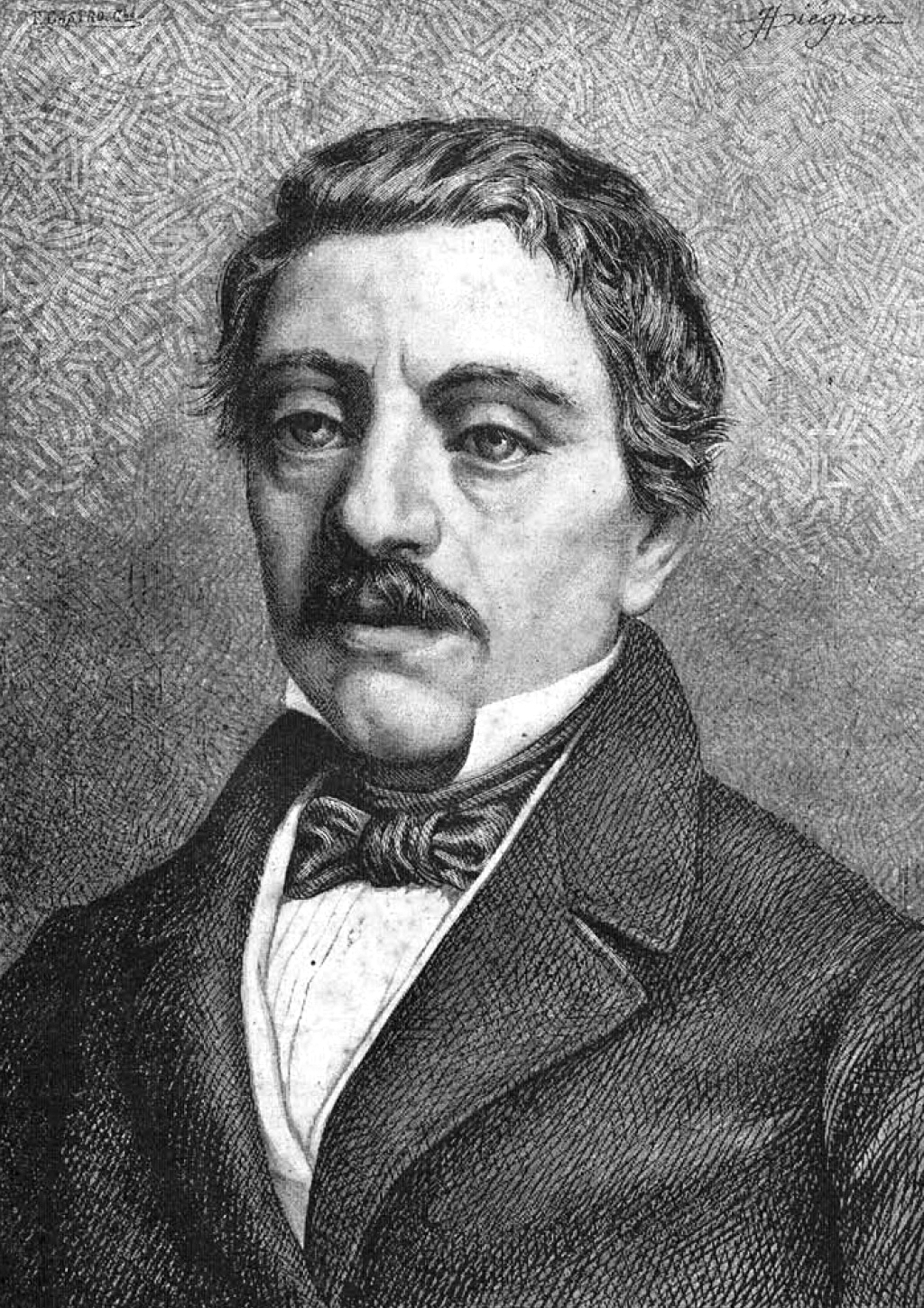
Ramón Carnicer.

Cuando volvía a Cataluña para reincorporarse al Teatro de la Santa Cruz, por real orden de Fernando VII fue forzado a establecerse en Madrid para suceder a Saverio Mercadante en la dirección los teatros de la Corte, el Teatro de la Cruz y el Teatro del Príncipe (1827). Carnicer, que tenía a su familia y su trabajo en Barcelona, se resistió a la orden real. Por este motivo fue detenido por las fuerzas públicas y obligado a viajar a Madrid en calidad de preso. La familia se tuvo que trasladar a Madrid más tarde.
Su llegada a Madrid permitió dignificar el estado de los teatros de música, luchando contra todos los malos hábitos instaurados en las orquestas, como tocar los instrumentos con la capa puesta. En cuanto al personal del teatro, exigió conocimientos musicales y amplió el número de sus miembros. Dirigió estos teatros siete temporadas completas entre 1828 y 1845. Al crearse el Conservatorio de Madrid, se hizo cargo de la cátedra de composición (1831-1854) y más tarde fue nombrado director.
En febrero de 1829, Carnicer estrenó Elena e Malvina, ópera escrita sobre un libreto de Felice Romani, que fue bien recibida por la crítica madrileña. Dos años después, estrenó su Cristoforo Colombo en el Teatro del Príncipe de Madrid, y el 14 de diciembre de 1832 puso por primera vez en escena Eufemio di Messina ossia saraceni in Sicilia. El Viernes Santo de 1833, Carnicer dirigió el estreno del Stabat Mater de Rossini en el Convento de San Felipe el Real de Madrid.
Además de varias óperas, oberturas y canciones para incluir en las representaciones de óperas de otros compositores, escribió música religiosa, piezas instrumentales y varios himnos de corte liberal, dejando un legado de más de doscientas obras. Se le considera uno de los precursores de la zarzuela y tuvo por discípulos a futuros compositores de este género, como Francisco Asenjo Barbieri, Rafael Hernando Palomar y Joaquín Gaztambide y Garbayo.

### Legado y conmemoraciones
Con motivo del primer centenario de su muerte en 1955, el Ayuntamiento de Madrid instaló una placa conmemorativa en la fachada de la casa del número 38 de la calle Santa Isabel, en la que había fallecido en 1855. 
Tiene dedicadas calles en Tárrega, en Santiago de Chile y otras ciudades chilenas.
En su ciudad natal, Tárrega, se constituyó en 1994 la Coral Ramón Carnicer, y se dedicó un monumento al compositor en la céntrica plaza del Carmen (o del Pati). 
El 26 y el 27 de noviembre de 2005, con ocasión del 150.º aniversario de la muerte del compositor, se llevaron a cabo en Tárrega unas jornadas de estudio con el título “Ramon Carnicer i el seu temps” ('Ramón Carnicer y su tiempo').

## Obras

### Óperas
Se han perdido algunas de las obras mencionadas a continuación, y solo se conservan referencias en documentación de la época.
- Adele di Lusignano (1819),  melodramma semiserio in due atti
- Elena e Costantino: (1821, reestrenada en 2005), dramma eroico-cómico in due atti, con libreto de Andrea Leone Tottola[5]
- Il dissoluto punito ossia Don Giovanni Tenorio (1822, reestrenada en 2006), dramma semiserio in due atti, con libreto de Giovanni Bertati[6]
- Elena e Malvina (1827), ópera en dos actos. Reestrenada en Madrid el 15 de mayo de 2016 en el Auditorio Nacional de Música, con la Orquesta y Coros Nacionales de España y bajo la dirección del maestro Guillermo García Calvo.[7]
- Cristóforo Colombo (1829), ópera
- Eufemio de Messina (1832), ópera
- Ismalia ossia Morte ed amore (1838), ópera en dos actos
- Laura y Don Gonzalo (1841), ópera en 4 actos. Música atribuida a Carnicer y libreto a Manuel Bretón de los Herreros
- El sacristán de Toledo, ópera (quizás solo habría colaborado con música incidental)

### Sinfonías
- Sinfonía en Re mayor (181?)[8]
- Obertura (sinfonía) en la ópera La Inés de Paër (ca. 1818)
- Sinfonia con tutta orchestra (1818)
- Obertura (sinfonía) para el estreno barcelonés (1818) de la ópera Il barbiere di Siviglia de Rossini[9][10]
- Capricho sobre temas españoles (1832, perdida)
- Sinfonía patriótica compuesta de varios himnos nacionales (1835)
- Sinfonía en La espada del mago «Oriental» (1838)
- Sinfonía en Re mayor (1838)
- Gran sinfonía a tres orquestas (1838)[8]
- Sinfonía a grande orquesta (1839)
- Pot-purri de aires característicos españoles (ca. 1841)[10]
- Capricho o sea sinfonía a grande orquesta (1841)[8]

### Instrumentales
- Fantasía original para clarinete con acompañamiento de piano (1849)[11]
- Capricho para contrabajo con acompañamiento de piano (1852)[12]
- Fantasía en mi bemol mayor, para clarinete
- Melodía fantástica con acompañamiento de piano
- Solo de flauta'
- Sonata nº 6 en fa mayor[13]

### Vocales
- El caramba: canción andaluza (ca. 1832), para voz y piano o guitarra[14]
- Completas Fratres a 4 v., para 4 voces, 6 instrumentos, acompañamiento y bajo continuo
- La criada: canción española (ca. 1832), para voz, guitarra y piano
- El currillo: canción andaluza (ca. 1835), para voz, guitarra y piano
- La gitanilla (ca. 1831), canción para voz, guitarra y piano
- Himno a los defensores de Gandesa (1838), de carácter liberal
- Himno patriótico de Chile (1827)
- Himno patriótico, con motivo de la publicación del Estatuto Real (1834)
- Himno patriótico para el cumpleaños de la Reina Doña Isabel II (1835)
- El julepe: polo (1823?), canción para voz y guitarra
- Misa de Réquiem (1829), para cuatro voces y orquesta, en latín. A la muerte de María Josefa de Sajonia, tercera esposa de Fernando VII
- Misa de Réquiem (1842), para cuatro voces y orquesta, en latín.[15]
- Misa solemne (entre 1806 y 1808), para ocho voces y orquesta
- El músico y el poeta (Los maestros de la Raboso), tonadilla a dúo
- El no sé, canción para voz, guitarra y piano
- La noticia feliz: polo y seguidillas (1823?), canciones para voz y pianoiano
- El nuevo sereni (1825), canción para voz y piano o guitarra[16]
- Odas de Anacreonte (1832), texto original griego de Anacreonte y traducción castellana de José del Castillo y Ayensa, comprende las canciones para voz y piano De sí mismo, A una muchacha y Del amor y la abeja[17]
- El poder de las mujeres: canción española con acompañamiento de piano y guitarra (1836)
- Psalmodia que contiene todos los tonos (1818)
- Tantum Ergo
- Tonadilla de la cantinera (1813)
- Vigilias con orquesta para las exequias de Fernando VII (1833), en latín
- El chairo: canción española cantada en la ópera "El barbero de Sevilla" (1833), letra de Agustín Azcona

## Familia
Miguel Carnicer y Batlle (Tàrrega, 1793-Sevilla, 1866) fue un guitarrista español. De la escuela de Aguado, se estableció en Sevilla e hizo composiciones y arreglos para guitarra. De él se conservan dos piezas: Mazurka e Introducción y Variaciones sobre un tema del "Pirata" de Bellini.[cita requerida]